# Hezekiah Augur
Hezekiah Augur fue un escultor e inventor estadounidense, nacido el 21 de febrero de 1791 en New Haven y fallecido el 10 de enero de 1858. 

## Datos biográficos
Hezekiah Augur fue un escultor autodidacta y, a diferencia de muchos otros escultores estadounidenses del siglo XIX no viajó a Europa, pasó toda su carrera en New Haven.
Augur nació en New Haven, Connecticut. Era hijo de un carpintero, del que aprendió el oficio de tallador de madera, realizando patas de mesas y otros ornamentos para muebles. Su padre le prestó la importante suma de 2000 dólares para unirse a un proyecto empresarial de una tienda de comestibles. Tres años más tarde descubrió, para su sorpresa y asombro, que no sólo había desaparecido su dinero, sino que debía a sus socios 7000 dólares. Mientras tanto, azuzado por la necesidad de cubrir las deudas que había asumido, inventó una máquina de hacer cordones, que con el tiempo le permitió ocuparse a la talla a tiempo completo. Alrededor de aquel tiempo también inventó una máquina para tallar patas de piano. Más tarde en su carrera, comenzó a tallar mármol, siendo uno de los primeros nativos americanos en hacerlo.
El busto realizado por Augur para la Corte Suprema de Justicia de Oliver Ellsworth (hacia 1837 (en)) se encuentra en la Cámara de la Corte Suprema del Antiguo Capitolio de Estados Unidos. Un retrato de Alexander Metcalf Fisher (hacia 1827) y un grupo escultórico neoclásico titulado Jefté y su hija (hacia 1832), se encuentran en la colección de arte de la Universidad de Yale ; de esta universidad recibió Augur en 1833, un título honorario. Murió el 10 de enero de 1858 en New Haven y está enterrado en el cementerio de Grove Street.